# Apalpamento
Apalpamento é uma forma de agressão sexual que envolve o toque intencionalmente inadequado de outra pessoa, geralmente sem o seu consentimento. O termo geralmente possui uma conotação negativa em muitas sociedades Tocar o corpo de uma pessoa consentente durante atividade sexual, uma massagem ou um exame médico geralmente não é considerado apalpamento, embora o termo às vezes seja usado para incluir toques sexuais desajeitados, egoístas ou inadequados. Áreas do corpo mais frequentemente apalpadas incluem as nádegas, os seios, a vulva, a coxa, o pênis e o escroto. Apalpadores podem usar as mãos, mas pressionar qualquer parte do corpo contra outra pessoa pode ser considerado apalpamento.
A prática de mulheres serem submetidas a uma revistagem por agentes, como oficiais da alfândega ou de segurança em aeroportos, é controversa. Esse comportamento por parte de funcionários públicos requer uma autorização legal clara.
Toquismo, considerado uma parafilia, é a prática de uma pessoa tocar outra, sem o seu consentimento, com as mãos, tipicamente em multidões, para o próprio prazer sexual. O apalpamento pode ser retratado em filmes pornográficos.

## Incidentes culturais
Itália costumava ter a reputação de homens beliscarem as nádegas das mulheres, e o termo apalpamento poderia, talvez, ser aplicado, mas não era um termo comum naquela época (por exemplo, em meados do século XX). Japão tem a reputação de homens apalparem mulheres em trens e ônibus a ponto de as autoridades terem implementado campanhas contra o apalpamento, o que tem recebido considerável atenção da mídia e sido objeto de estudos sérios nos últimos anos.
Em partes do Sul da Ásia, especialmente em Índia, Nepal e Bangladesh, o assédio sexual público ou a molestia (frequentemente conhecida como assédio de rua) de mulheres por homens é amplamente referido como assédio de rua.
Na Austrália, em agosto de 2019, o apresentador de um evento beneficente ofereceu sua bochecha a uma apresentadora convidada para um beijo rápido, antes de virar a cabeça e beijá-la nos lábios. A apresentadora declarou publicamente: "Esse tipo de comportamento é intolerável e o tempo de as mulheres serem sujeitas a isso ou terem que tolerá-lo já passou há muito tempo." O apresentador pediu desculpas por seu comportamento. Em 2021, a imunidade a acusações de assédio sexual foi retirada dos políticos australianos.
Em junho de 2022, o deputado britânico Christopher Pincher foi suspenso do Partido Conservador após alegações de que ele havia apalpado dois homens, enquanto estava bêbado, no Carlton Club de Londres.

## Combate ao apalpamento
Na prática, as mulheres são as principais vítimas do apalpamento. Para combater o apalpamento, o assédio de rua e o assédio sexual de mulheres em locais públicos lotados, alguns países também designaram espaços exclusivos para mulheres. Por exemplo, ônibus segregados por sexo, vagões exclusivos para mulheres e compartimentos em trens foram introduzidos no México, Japão, nas Filipinas, nos Emirados Árabes Unidos e em outros países para reduzir esse tipo de assédio sexual.
Alguns locais na Alemanha, Coreia e China possuem estacionamento exclusivo para mulheres, frequentemente por questões de segurança relacionadas.

### Japão
No Japão, um homem que apalpa mulheres em público é chamado de chikan (痴漢); o termo também descreve o ato em si. Trens lotados são um local comum para o apalpamento e uma pesquisa de 2001 realizada em duas escolas de ensino médio de Tóquio revelou que mais de dois terços das alunas haviam sido apalpadas durante as viagens. Como parte do esforço para combater o problema, algumas companhias ferroviárias designam vagão exclusivo para mulheres durante os horários de pico.
Embora o termo não seja definido no sistema jurídico japonês, o uso popular da palavra descreve atos que violam diversas leis. Embora os trens lotados sejam os alvos mais frequentes, outro cenário comum são as áreas de estacionamento de bicicletas, onde pessoas que se curvam para destrancar cadeados são alvos. Chikan é frequentemente retratado na pornografia japonesa.[carece de fontes?]
Essa questão afeta os homens de maneira diferente. Como o Japão possui uma taxa de condenação muito alta (99% segundo algumas fontes), homens inocentes podem ter dificuldade em provar sua inocência em tribunal. O filme I Just Didn't Do It, do diretor japonês Masayuki Suo, baseado em uma história real, foca em um funcionário de escritório absolvido de apalpamento após uma batalha judicial de cinco anos. Os tribunais criminais tradicionalmente têm sido brandos em casos de apalpamento e somente recentemente passaram a adotar penas mais rigorosas para combater esse problema social.

### Estados Unidos
A acusação pode variar de estado para estado, mas geralmente é considerada como agressão sexual, apalpamento sexual ou toque ilegal. Em algumas jurisdições, o apalpamento é considerado conduta sexual criminosa, do segundo ao quarto grau, se não houver penetração sexual.
- Louisiana: Título 14, lei penal RS 14:43.1; §43.1.  Agressão sexual: A. A agressão sexual é o toque intencional do ânus ou dos genitais da vítima pelo autor, utilizando qualquer instrumento ou qualquer parte do corpo do autor, ou o toque do ânus ou genitais do autor pela vítima utilizando qualquer instrumento ou qualquer parte do corpo da vítima, quando ocorrer o seguinte: (1) O autor age sem o consentimento da vítima.[26]

- Michigan: O Código Penal de Michigan (exceto), Lei 328 de 1931, 750.520e Conduta sexual criminosa no quarto grau; contravenção. O apalpamento é considerado Conduta Sexual Criminosa especificamente; (v) Quando o agente obtém o contato sexual por meio de ocultação ou pelo elemento surpresa.[27]